# عامل مخفف (قانون)
العامل المخفف أو الظرف المخفف في القانون الجنائي هو أية معلومات أو أدلة تُقدم إلى المحكمة فيما يتعلق بالمدعى عليه أو بظروف الجريمة وتؤدي إلى تخفيف التهمة أو العقوبة، دون أن تؤدي إلى تبرئة المدعى عليه كلية (كما في الدفاع القانوني). وعكس العامل المخفف العامل المشدد.

## أمثلة
يسرد مجلس إصدار الأحكام في إنجلترا وويلز ما يلي من العوامل المخففة المحتملة:
- الاعتراف بالجريمة (الإقرار بالذنب)
- المرض العقلي
- الاستفزاز
- صغر السن
- إظهار الندم

يُعتبر الدفاع عن النفس دفاعا قانونيا وليس عاملاً مخفّفًا، حيث لا يُعتبر الفعل الذي يتم في إطار الدفاع المبرر عن النفس جريمة.